# Maytenus comocladiiformis
Maytenus comocladiiformis är en benvedsväxtart som beskrevs av Reiss. Maytenus comocladiiformis ingår i släktet Maytenus och familjen Celastraceae. Inga underarter finns listade.